# Jozef Deschuyffeleer
Jozef (Jef) Deschuyffeleer , époux de Gaby Delvoye, né le 15 juillet 1913 à Bruxelles et décédé le 21 juin 1959 à Louvain fut un homme politique belge, membre et président (1949) du CVP. 
Deschuyffeleer fut président (1944-1949) et secrétaire national (1951-1958) de l'ACW. 
Il fut élu sénateur de l'arrondissement de Bruxelles (1958-mort).
Il fut décoré de la croix Pro Ecclesia et Pontifice.